# Sebastián Caro
Pour les articles homonymes, voir Caro.
Caro  Monroy est un nom espagnol. Le premier nom de famille, en général paternel, est Caro ; le second, en général maternel, souvent omis, est Monroy.
Sebastián Orlando Caro Monroy, né le 21 septembre 1991 à Bogota, est un coureur cycliste colombien.

## Biographie
En mars 2019, il termine quatorzième de la Vuelta a la Independencia Nacional, après s'être imposé en solitaire sur la dernière étape.

## Palmarès
- 2019
  - 7e étape de la Vuelta a la Independencia Nacional
  - 1re étape de la Vuelta a Cundinamarca (contre-la-montre)

## Classements mondiaux
| Année            | 2019 |
| ---------------- | ---- |
| UCI America Tour | 364e |